# Stasys Karazija
Stasys Karazija (* 14. Dezember 1930 in Terpeikiai, Wolost Subačius) ist ein litauischer Forstwissenschaftler. 

## Leben
Nach dem Abitur 1949 am Gymnasium Kupiškis absolvierte Karazija 1954 das Diplomstudium des Forstwirtschaftsingenieurwesens an der Lietuvos žemės ūkio akademija bei Kaunas. Von 1954 bis 1956 arbeitete er als Revierförster von Šimoniai in der Oberförsterei Rokiškis und von 1957 bis 1960 als leitender Förster der Oberförsterei Šakiai.
Ab 1960 war Karazija wissenschaftlicher Mitarbeiter und von 1973 bis 1989 Leiter einer Abteilung am Lietuvos miškų institutas in Girionys. 1980 promovierte er in Biologie und von 1994 bis 1997 leitete das Forschungsinstitut als Direktor. Ab 1993 lehrte er als Professor an der Aleksandras-Stulginskis-Universität. Ab 1996 war er Mitglied der Lietuvos mokslų akademija.